# Văn học Đức

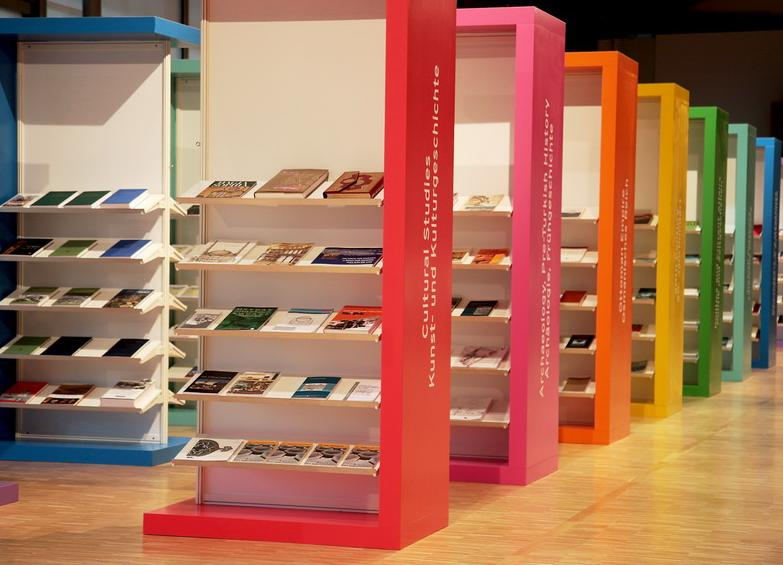
Hội chợ sách Frankfurt

Văn học Đức bao gồm những văn bản văn học được viết bằng tiếng Đức. Điều này bao gồm các tác phẩm được viết ở Đức, Áo, các phần của Đức ở Thụy Sĩ và Bỉ, Liechtenstein, Nam Tyrol ở Ý và ở mức độ thấp hơn, các tác phẩm của cộng đồng người Đức. Văn học Đức thời kỳ hiện đại chủ yếu là tiếng Đức tiêu chuẩn, nhưng có một số dòng văn học bị ảnh hưởng ở mức độ lớn hơn hoặc thấp hơn bởi các phương ngữ (ví dụ Alemannic).
Văn học Đức thời trung cổ là văn học viết ở Đức, trải dài từ triều đại Carolingian; nhiều ngày khác nhau đã được đưa ra để đánh dấu sự kết thúc của thời trung cổ văn học Đức, Cải cách (1517) là điểm mốc cuối cùng có thể. Thời kỳ Đức Thượng cổ được cho là kết thúc ở khoảng giữa thế kỷ 11; tác phẩm nổi tiếng nhất là Hildebrandslied và một thiên anh hùng ca được gọi là Heliand. Trung Đức bắt đầu từ thế kỷ thứ 12; các tác phẩm chính bao gồm Chiếc nhẫn (khoảng năm 1410) và những bài thơ của Oswald von Wolkenstein và Johannes von Tepl. Thời kỳ Baroque (1600 đến 1720) là một trong những thời kỳ phong phú nhất trong văn học Đức. Văn học hiện đại trong tiếng Đức bắt đầu với các tác giả của Khai sáng (như Herder). Phong trào Nhạy cảm của những năm 1750, những năm 1770 kết thúc với tác phẩm bán chạy nhất của Goethe, Die Leiden des jungen Werther (1774). Các phong trào Sturm und Drang và Chủ nghĩa cổ điển Weimar được Johann Wolfgang von Goethe và Friedrich Schiller lãnh đạo. Chủ nghĩa lãng mạn Đức là phong trào thống trị cuối thế kỷ 18 và đầu thế kỷ 19.
Biedermeier đề cập đến văn học, âm nhạc, nghệ thuật thị giác và thiết kế nội thất trong giai đoạn giữa những năm 1815 (Đại hội Vienna), kết thúc Chiến tranh Napoléon và 1848, năm của các cuộc cách mạng châu Âu. Dưới chế độ Đức quốc xã, một số tác giả đã phải sống lưu vong (Exilliteratur) và những người khác phải chấp nhận kiểm duyệt ("di cư nội bộ", Di cư Innere). Giải thưởng Nobel Văn học đã được trao cho các tác giả ngôn ngữ Đức mười ba lần (tính đến năm 2009), chỉ sau các tác giả ngôn ngữ tiếng Anh và tiếng Pháp (với lần lượt 27 và 14 tác giả đoạt giải), với những người chiến thắng bao gồm Thomas Mann, Hermann Hesse, và Günter Grass.